# Paschen & Companie

Das Logo des Unternehmens

Paschen & Companie war ein münsterländisches Unternehmen mit Sitz in Wadersloh. 1883 von Carl Paschen als Hersteller von Zigarrenkisten gegründet, stellte das Unternehmen sich nach dem Zweiten Weltkrieg auf die Herstellung von Bedarfsmöbeln um. Seit dem Beginn der 1990er-Jahre hat sich Paschen & Companie auf die Herstellung von Bibliotheksmöbeln an private und professionelle Anwender spezialisiert. Hierin war das Unternehmen Marktführer.
Im Jahr 2007 wurden bei 15.000 verkauften Bibliotheken – darunter zahlreichen Sonderanfertigungen – ein Umsatz von 40 Millionen Euro erzielt. Nach einer Insolvenz im Jahr 2015 firmierte das Unternehmen als Paschen GmbH und beschäftigte 92 Mitarbeiter. Die Familie Paschen ist aus dem Unternehmen ausgeschieden.
Nachdem im Mai 2016 ein erneuter Insolvenzantrag gestellt wurde, ist am 1. August das Aus für die Paschen GmbH zum Ende des Jahres 2016 bekanntgegeben worden.